# Expedición británica al Everest de 1924

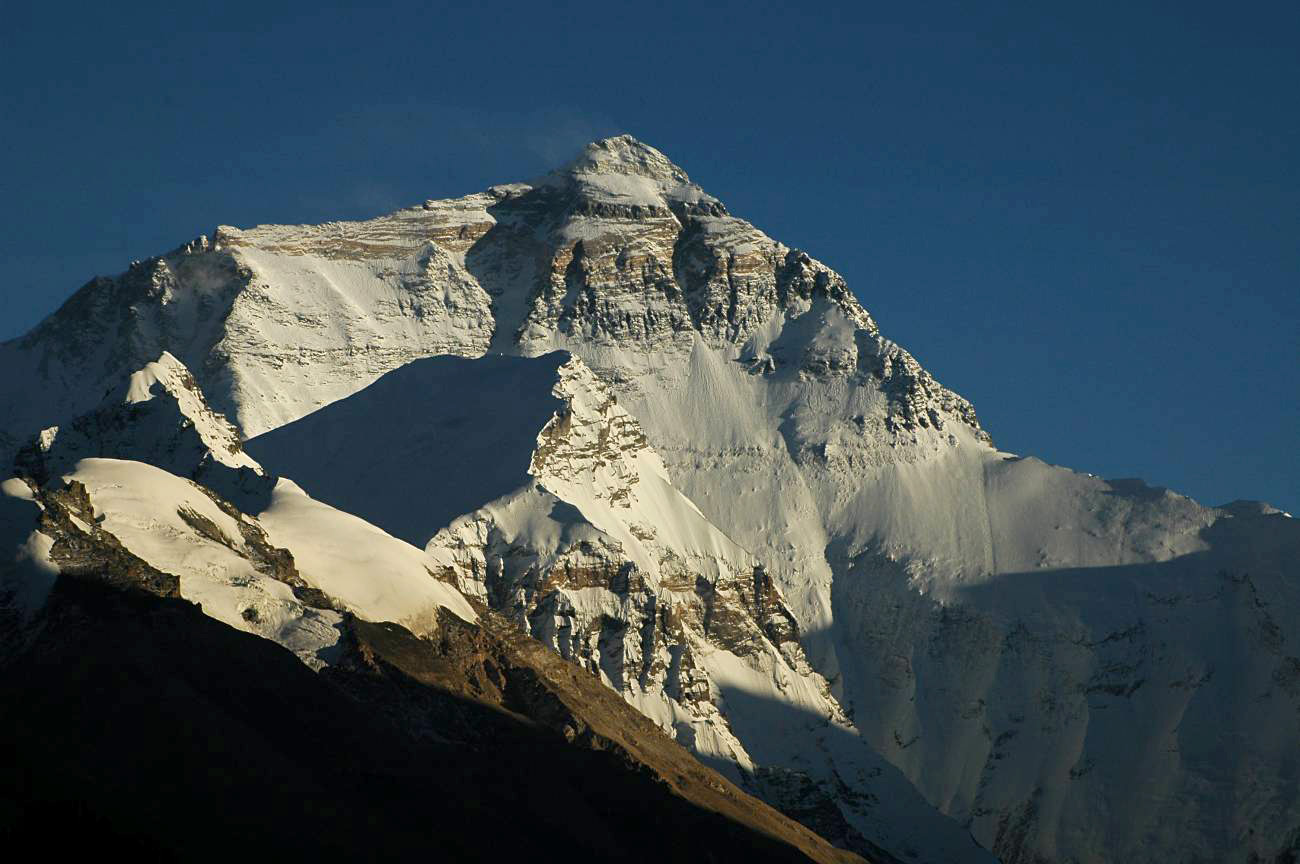
Fachada norte del Everest.

La expedición británica al Everest de 1924 fue la segunda expedición organizada con el objetivo explícito de escalar la montaña más alta de la Tierra, el Monte Everest, tras la también británica de 1922. Tras dos primeros intentos de alcanzar la cima, Edward Norton estableció un nuevo récord de altitud en escalada. George Mallory y Andrew Irvine partieron para realizar un tercer intento, del que nunca regresaron. Desde entonces se especula con la posibilidad de que hayan logrado alcanzar la cumbre, 29 años antes que Edmund Hillary y Tenzing Norgay. El cadáver de Mallory fue encontrado en 1999, aportando más elementos a las investigaciones, si bien no definitivos. Posteriormente, diversas expediciones han buscado el cuerpo de su compañero Irvine. Este portaba una cámara fotográfica cuyo contenido podría esclarecer definitivamente tanto si llegaron o no a la cima como las causas de que no volvieran con vida de su intento.

## Antecedentes
En los inicios del siglo XX sucesivas expediciones británicas habían fracasado en sus intentos de alcanzar ambos polos geográficos. Alcanzar el denominado "tercer polo", la cima del Everest, se convirtió en una cuestión de orgullo nacional.
El Everest se encuentra en la frontera entre Tíbet, al norte, y Nepal, al sur. Ambos países mantenían sus fronteras cerradas a los extranjeros hasta que en 1920 Tíbet abrió las suyas por primera vez desde 1850, al relajarse la situación internacional, especialmente con respecto a China. Tíbet está situado en Asia Central, una región sobre la que el Reino Unido y Rusia ansiaban extender su influencia desde principios del siglo XIX, dando lugar a una rivalidad denominada por los británicos "El Gran Juego". Tras el anuncio de la apertura de fronteras por Tíbet, desde el Reino Unido se organizó sin dilación la primera de sus expediciones, que requerían complejas negociaciones por parte de la administración británica de la India ante el gobierno tibetano.

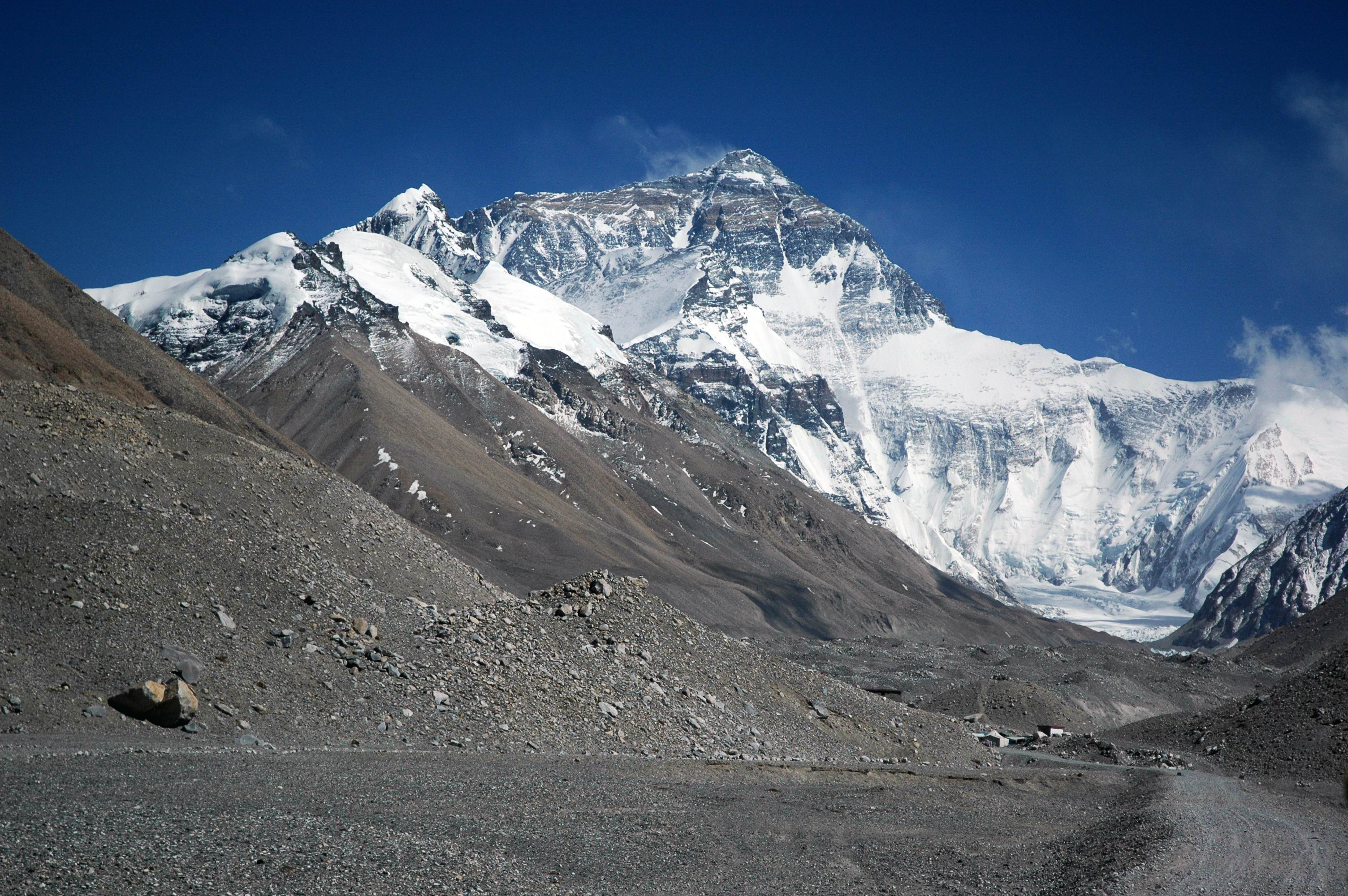
El Everest visto desde el glaciar de Rongbuk, que ha retrocedido notablemente en las últimas décadas.

La principal desventaja de intentar escalar el Everest desde el lado norte partiendo desde la India es la larga marcha de aproximación que hay que realizar. Las expediciones, compuestas por escaladores, porteadores y animales como caballos, asnos y yaks (dependiendo del tipo de terreno y de lo que hubiera disponible) debían emprender el camino en cuanto el largo invierno del Himalaya lo permitiera. Dicha marcha se realizaba partiendo de Darjeeling, al norte de la India, en una zona muy cercana al Kangchenjunga. Se dirigían hacia territorio tibetano ascendiendo por los pasos situados al este de esta montaña para después recorrer el valle del río Arun hasta el valle del Rongbuk, que conduce a los pies de la cara norte del Everest. Los expedicionarios llegaban a ella (si todo había ido bien) a finales de abril. Hasta la primera semana de junio, cuando el monzón provoca fuertes precipitaciones en forma de nieve, tenían entre seis y ocho semanas para aclimatarse, instalar los campamentos de altura e intentar alcanzar la cima.

### Las expediciones previas
La de 1924 era la tercera expedición británica, todas ellas organizadas y financiadas por el Mount Everest Committee, formado por la Royal Geographical Society y el Alpine Club para dicho fin, y que en esta ocasión contaron con la financiación adicional aportada por el capitán John Noel, fotógrafo y operador de cámara de la expedición, a cambio de los derechos sobre todas las imágenes tomadas en ella. El Mount Everest Committee planteó las tres expediciones con una estrategia militar y contando con varios militares en cada una de ellas.
La primera, en 1921, había realizado durante diez semanas un reconocimiento exhaustivo de las caras este y norte de la montaña, cartografiándolas, así como sus alrededores. Harold Raeburn, líder de la expedición, propuso que la vía más favorable para escalar sería seguir toda la arista nordeste. Mallory, el único participante en las tres expediciones, había señalado entonces otra ruta, desde el collado norte por la arista norte hasta dicha arista nordeste y de allí hasta la cima. Tras encontrar un acceso al collado norte, desde el brazo este del Glaciar de Rongbuk, la ruta fue explorada con detalle. El 24 de septiembre él y Guy Bullock ascendieron hasta el collado norte, situado a 7020 m s. n. m., confirmando dicha ruta como la más apropiada. Casi más importante que la propia ruta fue establecer la primavera como la mejor época del año para intentar la escalada. Las siguientes expediciones intentarían la gesta entre el fin del invierno y el comienzo del monzón. 
Un serio contratiempo fue el fallecimiento por enfermedad durante la marcha de aproximación de Alexander Kellas. Kellas, además de ser el escalador que probablemente más tiempo había permanecido por encima de los 6000 metros de altitud hasta entonces, era un experto en fisiología humana en altitud. El año anterior había desarrollado un estudio de las especiales condiciones que influían sobre el cuerpo humano al escalar en grandes altitudes, desarrollando rigurosos test sobre el uso de oxígeno suplementario en estas circunstancias. Confiando en sus conocimientos, con la expedición viajaban botellas de oxígeno que tras la muerte de Kellas no fueron utilizadas.
No se utilizaron equipos de este tipo hasta la expedición de 1922 cuando, bajo la supervisión de George Finch, los escaladores tuvieron que experimentar diariamente con ellos, con desiguales resultados, hasta el punto de que varios de ellos renunciaron a su uso. En esta expedición todos los intentos se realizaron por la vía descrita (y escalada en su inicio) por Mallory. La máxima altitud alcanzada fueron los 8326 m en que George Ingle Finch y Geoffrey Bruce se encontraban el 27 de mayo, cuando tuvieron que darse la vuelta debido al agotamiento y a problemas con los aparatos de oxígeno.

### La preparación de la expedición
Los problemas financieros de la organización impidieron organizar una tercera expedición en 1923. En efecto, el Mount Everest Committee había perdido 700 libras (una gran cantidad de dinero para la época) en la quiebra del Simla Bank, así que la siguiente expedición tuvo que posponerse hasta 1924.
Mallory pasó el año 1923 de gira por Estados Unidos promoviendo la siguiente expedición. Allí, lejos del ambiente de Inglaterra, donde el Everest se había convertido en una cuestión nacional, Mallory se encontró con una opinión general que no comprendía la finalidad de una ascensión a la montaña más alta del mundo. Ante la pregunta de por qué escalarla, él se limitó a contestar: "Porque está ahí".
Un importante cambio con respecto a las expediciones anteriores fue la creciente importancia del papel de los porteadores. En la expedición de 1922 se había hecho evidente que muchos de ellos eran capaces de alcanzar grandes altitudes y de aprender rápidamente técnicas de escalada. Se inició entonces un cambio en las estrategias de las expediciones que implicaba una mayor participación de dichos porteadores, hasta que su aportación se situó en un nivel de igualdad con los escaladores foráneos. Este cambio culminó cuando Tenzing Norgay y Edmund Hillary alcanzaron la cima del Everest en condiciones de igualdad en la primera ascensión conocida. Con el paso del tiempo, la relación "sahib - porteador" de las primeras expediciones ha dado lugar a la relación "profesional - cliente" de las expediciones comerciales actuales, donde los sherpas son los escaladores más fuertes y los occidentales son clientes menos capaces y menos experimentados.
Esta expedición de 1924 llevó de nuevo consigo botellas de oxígeno. Este tipo de equipos se habían mejorado en los dos años transcurridos, pero aún estaban lejos de ser completamente fiables y no había una estrategia clara acerca de la idoneidad de usarlos. En realidad, no solo se trataba de si realmente resultaban útiles, sino que se abrió un debate (que perdura hasta nuestros días) de si podían considerarse un medio honesto para escalar, lo que se definía por el término "by fair means" (por métodos limpios), enunciado por Mummery medio siglo antes.

## La segunda expedición

### Participantes
El jefe de la expedición fue de nuevo el General Charles Granville Bruce, el mismo que lo fuera en la expedición precedente. Era el responsable del equipo y los abastecimientos, así como de contratar a los porteadores y elegir la ruta de acceso.
El Comité eligió el equipo de escaladores, lo cual no fue una decisión sencilla. Repitieron George Mallory, Howard Somervell, Edward "Teddy" Norton y Geoffrey Bruce. George Ingle Finch, uno de los escaladores más preparados para este tipo de expediciones, sino el que más, no fue incluido. La decisión se justificó en que se había divorciado y había dado conferencias pagadas. En realidad, algunos miembros del Comité, especialmente su influyente secretario Arthur Hinks, apercibidos de su capacidad, no querían que un australiano fuese el primero en llegar a la cumbre del Everest. Mallory entonces se negó a participar en la expedición si no iba Finch. Solo cambió de opinión tras ser persuadido por miembros de la familia real a petición de Hinks.
Varios de los finalmente elegidos no habían participado en ninguna de las dos expediciones anteriores, como Noel Odell, Bentley Beetham, John de Vere Hazard y Andrew "Sandy" Irvine. Este era un estudiante de ingeniería de 22 años recomendado por Odell. Había destacado en una expedición de escalada a la isla Spitsbergen, en el archipiélago Svalbard, organizado con el fin de buscar jóvenes con cualidades suficientes para integrarse en la expedición que intentara coronar el Everest. Irvine tuvo un comportamiento sobresaliente y, gracias a sus conocimientos técnicos, fue capaz de realizar reparaciones de equipos de todo tipo, incluyendo mejoras en los equipos de oxígeno.
La elección de los participantes no solo se realizó teniendo en cuenta su capacidad como escaladores. Se valoró también el estatus de sus familias, el poseer estudios universitarios y, de forma muy especial, su experiencia militar.
La expedición estuvo finalmente compuesta por los siguientes miembros, además de un gran número de porteadores: 

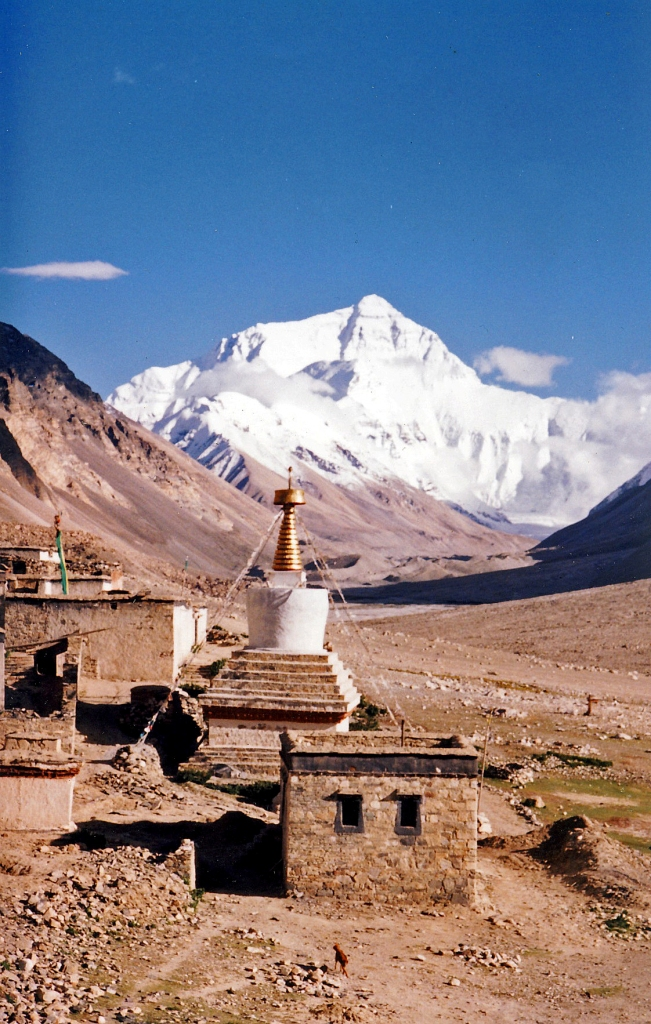
El monasterio de Rongbuk. Al fondo, la cara norte del Everest.

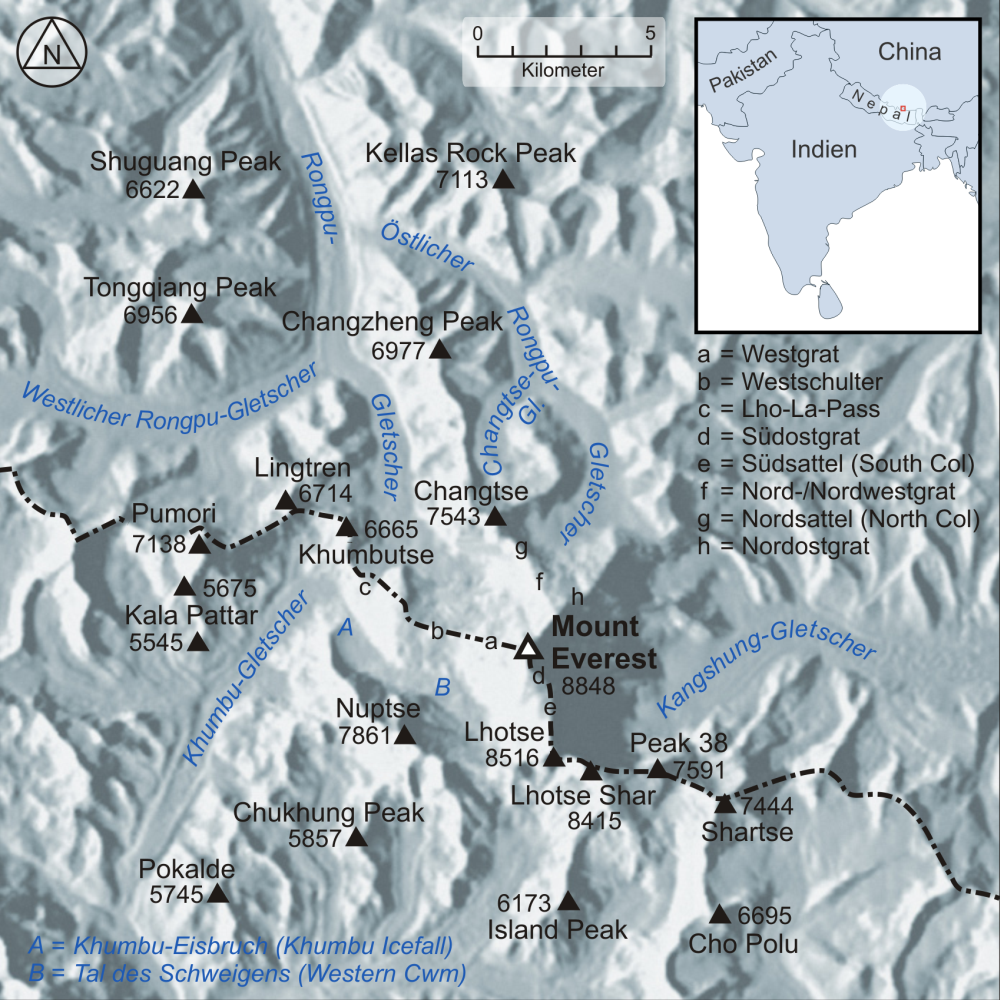
Mapa del relieve de las inmediaciones del Everest. En letra azul, la rama este del glaciar de Rongbuk, escrito "Östlicher Rongpu Gletscher". Leyenda: f-arista norte, aquí nombrada "arista nor-noroeste", g-collado norte, h-arista nordeste. (Nota: el norte queda arriba).

| Nombre              | Edad | Función dentro de la expedición               | Profesión                                 |
| ------------------- | ---- | --------------------------------------------- | ----------------------------------------- |
| Charles Bruce       | 57   | jefe de la expedición                         | militar, con el grado de brigadier        |
| Edward Norton       | 40   | ayudante del jefe de la expedición, montañero | militar, con el grado de teniente-coronel |
| George Mallory      | 37   | montañero                                     | profesor                                  |
| Bentley Beetham     | 37   | montañero                                     | profesor                                  |
| Geoffrey Bruce      | 28   | montañero                                     | militar, con el grado de capitán          |
| John de Vars Hazard | 35   | montañero                                     | ingeniero                                 |
| Richard Hingston    | 37   | médico de la expedición                       | médico militar, con el grado de mayor     |
| Andrew Irvine       | 21   | montañero                                     | estudiante de ingeniería                  |
| John Noel           | 34   | fotógrafo, operador de cámara                 | militar, con el grado de capitán          |
| Noel Odell          | 34   | montañero                                     | geólogo                                   |
| Edward Shebbeare    | 39   | oficial de transporte                         | guardia forestal                          |
| Howard Somervell    | 33   | montañero                                     | médico                                    |

### El viaje
A finales de febrero de 1924, Charles y Geoffrey Bruce, Norton y Shebbeare llegaron a Darjeeling. Su primera tarea fue elegir a los porteadores. Contrataron de nuevo a Karma Paul, nacido en Tíbet, como traductor, y a Gyalzen como "sirdar" o responsable de los porteadores. También se ocuparon de la adquisición de comida y material.
A finales de marzo ya habían llegado todos los miembros de la expedición y se pusieron en marcha. Siguieron la misma ruta que las dos expediciones anteriores. Para no exceder la capacidad de los lugares donde pernoctaban, viajaban en dos grupos con un día de marcha de diferencia. Llegaron a Yatung a principios de abril. El día 5 de ese mes se encontraban en Phari Dzong. Tras negociar con las autoridades tibetanas, el grupo principal siguió la ruta ya conocida hasta Kampa Dzong, mientras Charles Bruce dirigió un pequeño grupo por una ruta más sencilla.
Durante el viaje Bruce contrajo malaria y su estado empeoró hasta el punto de verse obligado a renunciar al mando de la expedición en favor de Norton. El 23 de abril la expedición llegó a Shekar Dzong y el 28 al Monasterio de Rongbuk, muy cerca ya de la ubicación elegida para el campamento base. El lama del monasterio se encontraba enfermo y no pudo atender a los expedicionarios ni realizar la ceremonia budista de la puyá. El día siguiente alcanzaron el final del glaciar de Rongbuk, donde instalarían el mencionado campamento base. Hasta ese momento las condiciones climatológicas habían sido buenas, pero una vez allí comenzó a nevar y a hacer frío.

### La elección de la ruta de acceso a la cumbre
De acuerdo con la ruta señalada por Mallory en 1921, la expedición ascendió por la rama este del Glaciar de Rongbuk. Desde allí ascenderían al collado norte para seguir dicha ruta. A una altitud de 8605 metros sobre la arista nordeste les esperaba un formidable obstáculo: el "segundo escalón", una pared de 30 metros con una inclinación de 70°, rematada por un tramo vertical de casi siete metros. Solo sería superado por la primera expedición en ascender al Everest por la cara norte, en 1960, y desde entonces se asciende por una escalera de mano. Pero en 1924 aún no eran conscientes de tal obstáculo. Una vez superado queda ascender por una arista de nieve de unos 45° de inclinación, que forma la pirámide de la cima y desde allí alcanzar la arista de la cima.

### El establecimiento de los campamentos
La situación de los campamentos había sido decidida en la fase de preparación de la expedición. Se establecieron dos campamentos intermedios sobre el ramal este del glaciar de Rongbuk. El campamento I (5400 m) se levantó en la confluencia de este con el brazo principal del glaciar. El campamento II (6000 m) a medio camino entre el anterior y el campamento III (también "campamento base avanzado", a 6400 m), que a su vez se situaba a un kilómetro del comienzo de las rampas que conducen al collado norte.
Estos campamentos fueron equipados entre finales de abril y la primera semana de mayo por cerca de 150 porteadores que recibían un salario cercano a un chelín diario.
El mal tiempo detuvo en ese punto la actividad de la expedición. El día 15 de ese mes los expedicionarios recibieron las bendiciones del lama del Monasterio de Rongbuk. El tiempo comenzó a mejorar y Norton, Mallory, Somervell y Odell se dirigieron al campamento III, al que llegaron el 19 de mayo. Al día siguiente comenzaron a instalar cuerdas fijas en dirección al collado norte. El día 21 establecieron el campamento IV sobre el collado norte, a 7000 m.
El tiempo empeoró de nuevo, aislando a John de Vere Hazard en el campamento IV con doce porteadores y pocos víveres. Este logró descender acompañado por ocho de los porteadores. Los otros cuatro, que no pudieron bajar por estar enfermos y sentirse débiles, fueron rescatados por Norton, Mallory y Somervell. Toda la expedición retornó al campamento I. Allí, los 15 porteadores más capaces fueron elegidos para acompañar a los escaladores británicos, adjudicándoles el calificativo de "tigres".

## Los intentos de alcanzar la cima

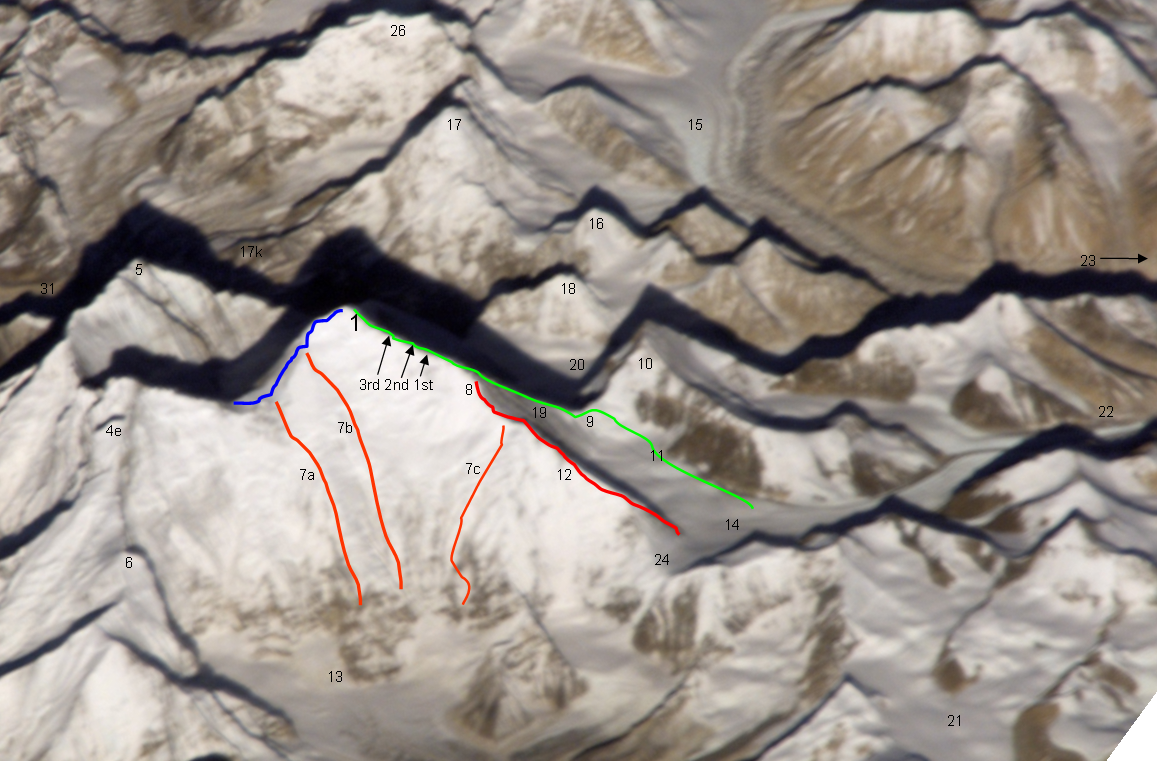
El Everest visto desde el este. En verde, la ruta intentada en la expedición de 1924. Leyenda: 14-campamento II, 11-campamento III o campamento base avanzado, 9-collado norte, 19-arista norte, 1st-primer escalón, 2nd-segundo escalón, 3rd-tercer escalón, 1-cima. Otros hitos: 12-arista nordeste, 24-campamento base de la arista nordeste. En azul, la ruta de acceso desde el collado sur.

Norton, Mallory y Somervell quedaron agotados por el esfuerzo del rescate. En cuanto fue posible se decidió hacer dos intentos de atacar la cumbre. 
El primer intento sería realizado por Mallory y Geoffrey Bruce, y el segundo por Somervell y Norton. Odell e Irvine prestarían apoyo a ambas cordadas desde el campamento IV, sobre el collado norte, mientras que Hazard haría lo propio desde el campamento III. Los tres constituían el equipo de reserva en previsión de un tercer intento. Los dos primeros intentos se realizaron sin bombonas de oxígeno.

### El primer intento: Mallory y Bruce
El 1 de junio, Mallory, Bruce y nueve porteadores "tigres" salieron desde el campamento IV, situado en un espacio relativamente protegido a unos 50 metros bajo el collado norte. Cuando alcanzaron el collado y perdieron la protección del muro de hielo, comenzaron a soportar fuertes vientos. Cuatro de los porteadores tuvieron que abandonar antes de que pudieran instalar el campamento V, a 7700 metros. Mientras Mallory allanaba el terreno para instalar las tiendas, Bruce y otro de los porteadores retrocedían para recuperar las cargas que habían quedado abandonadas.
Al día siguiente, otros tres porteadores tuvieron que renunciar a continuar, y el intento quedó cancelado sin poder instalar el campamento VI, que estaba previsto a 8200 metros. De vuelta al campamento IV se encontraron con Norton y Somervell que iniciaban el segundo intento.

### Segundo intento: Norton y Somervell
La segunda cordada partió al día siguiente de la primera, el día 2. Esto era una práctica habitual de las expediciones de la época, que permitía maximizar las posibilidades de éxito ante la imposibilidad de predecir la meteorología. Estaba compuesta por Norton, Somervell y seis porteadores. Para ellos fue una sorpresa ver lo pronto que los miembros de la primera cordada habían tenido que ir dándose la vuelta. Norton y Somervell ascendían con inquietud, preguntándose si los porteadores que les acompañaban podrían continuar más allá del campamento V. Efectivamente, dos de ellos tuvieron que darse la vuelta y regresar al campamento base avanzado. Los demás pasaron la noche en el campamento V. Al día siguiente, tres de los porteadores cargaron con el material necesario para establecer el campamento VI a 8170 metros de altitud en un pequeño nicho. De común acuerdo, los porteadores regresaron al campamento IV.
El 4 de junio, Norton y Somervell se pusieron en marcha a las 6:40, algo más tarde de lo previsto. Les retrasó el derrame de una botella de agua, que les obligó a derretir algo más de nieve. De cualquier forma, el litro de agua que cada escalador tomaba antes de iniciar la jornada era una cantidad totalmente inadecuada. El tiempo era perfecto. Ascendieron 200 metros por la arista norte y decidieron continuar atravesando diagonalmente la Cara Norte. Al no utilizar oxígeno suplementario, se veían forzados a detenerse con frecuencia para recuperar el aliento.
Cerca del mediodía Somervell ya no fue capaz de continuar más. Norton continuó solo hasta alcanzar el profundo surco que asciende hacia la parte oriental de la base de la pirámide que conforma la cima de la montaña. Este surco, que denominaron "Gran Corredor", hoy en día se conoce como Corredor Norton. Mientras escalaba por una empinada pendiente helada con algunas secciones de nieve, Norton fue fotografiado por Somervell. Se encontraba muy cerca del máximo punto alcanzado (8573 m), altitud que constituyó un récord absoluto durante 28 años, hasta que en 1952 Raymond Lambert y Tenzing Norgay alcanzaron los 8611 m sobre la cara sur del Everest.
Norton se encontraba a solo 60 metros bajo el pie de la pirámide de la cima, más fácil de escalar que el tramo que estaba escalando, cuando decidió regresar debido a la creciente dificultad del terreno y a lo avanzado de la hora. Se reunió con Somervell a las 14:00 y descendieron juntos. Somervell sufrió durante el descenso un extraño bloqueo de su garganta, que le impedía respirar, hasta el punto que pensó que iba a morir. Sentado en el suelo, comprimió con fuerza sus pulmones con sus brazos y logró salir de la situación. Cuando se recuperó, siguió a Norton, que no se había percatado de nada y le sacaba media hora de ventaja.
Descendieron hasta el campamento IV, a pesar de que desde que sobrepasaron el campamento V estaba oscureciendo. Cuando llegaron a él, Mallory les ofreció oxígeno, pero su deseo más imperioso era beber. Durante la noche, Mallory expuso a Norton sus planes de realizar el siguiente intento acompañado por Irvine y con oxígeno suplementario.

### El tercer intento: Mallory e Irvine
Era el turno de la siguiente cordada. Mallory, que ya tenía 38 años, sabía que esta era su última oportunidad de escalar el techo del mundo. Así lo revelan sus anotaciones mientras se acercaban a la montaña: 

"La suerte está echada. De nuevo por última vez avanzamos por el glaciar de Rongbuk en pos de la victoria o de la derrota final"

Mientras Somervell y Norton ascendían en el segundo intento, Mallory y Bruce habían descendido hasta el campamento base avanzado (también llamado ABC, del inglés "Advanced Base Camp", o campamento III). Allí recogieron botellas de oxígeno y ascendieron de nuevo al campamento IV. Mallory eligió a Irvine como compañero de cordada para el siguiente intento debido a su gran conocimiento de los equipos de oxígeno, y también porque, desde que compartieran el barco camino a India, Mallory confiaba en él completamente, llegando a describirle como "fuerte como un buey". Norton no quiso discutirle su decisión, a pesar de la inexperiencia de Irvine en escalada a grandes altitudes. 
El día 5 permanecieron aún en el campamento IV. A las 8:40 del día 6 se pusieron en marcha con cinco porteadores y durmieron en el campamento V. El día 7 ascendieron al campamento VI (8170 m), mientras Odell y Hazard ascendían hasta el campamento V como equipo de apoyo. Poco después de llegar a él, llegaron también los porteadores, que descendían tras cumplir su misión. Llevaban un mensaje de Mallory para Odell con la hora estimada en que esperaban llegar a la arista, si elegían ese camino, o estar cruzando hacia el "Gran Corredor", si finalmente optaban por este. Era el siguiente:

Querido Noel
Probablemente empezaremos pronto mañana (día 8) para aprovechar el buen tiempo. No será demasiado pronto para intentar vernos desde tu posición, ya sea cruzando la banda de rocas bajo la pirámide o ascendiendo por el horizonte [sobre la arista], alrededor de las 8.0 p.m.

Siempre tuyo
G Mallory

(Mallory en realidad quería decir las 8:00 a. m.).
El día 8 de junio, Odell comenzó a ascender desde el campamento V para hacer estudios geológicos, su especialidad. La montaña se hallaba envuelta en bruma, así que apenas podía ver la arista nordeste, la ruta que finalmente eligieron Mallory e Irvine. A las 12:50 Odell se encontraba sobre un grupo de rocas a 7900 m cuando se abrió un claro en la bruma y pudo ver a sus dos compañeros. Esta fue la última vez que se les vio con vida y, por desgracia, Odell nunca pudo asegurar exactamente dónde se encontraban cuando los vio, pues desde su posición no podía ver toda la arista. Para colmo, con el paso del tiempo, Odell cambió varias veces el relato de lo que había visto. La opinión inicial de Odell fue que los dos escaladores habían alcanzado la base del segundo escalón. Le preocupaba que si era así ambos acumulaban cinco horas de retraso con respecto a las previsiones.
Odell continuó ascendiendo hasta el campamento VI, que encontró en desorden. Hacia las 14:00 se desató una intensa borrasca acompañada de nieve. Odell salió fuera con la intención de orientar a sus compañeros, en el caso previsto de que estuvieran descendiendo. Gritó y silbó para indicarles la posición de la tienda. Después se refugió en ella hasta que la tormenta pasó, alrededor de las 16:00 horas. Inspeccionó entonces la montaña en busca de los dos escaladores, sin ver nada.
Como la tienda solo podía acoger a dos personas, Odell la abandonó a las 16:30 y descendió hasta el campamento IV, a donde llegó a las 18:45 horas. El siguiente día transcurrió sin noticias, así que Odell ascendió otra vez, acompañado de dos porteadores. Sobre las 15:30 llegaron al campamento V y pasaron allí la noche. Al día siguiente Odell subió en solitario al campamento VI, que encontró exactamente igual a como lo había dejado. Siguió ascendiendo hasta 8200 metros aproximadamente, sin encontrar ningún rastro de sus compañeros. De vuelta al campamento VI, colocó dos sacos de dormir en el exterior formando una T, una señal convenida, visible desde el campamento base avanzado, para indicar «ninguna señal, sin esperanzas, a la espera de órdenes». Después descendió hasta el campamento IV.
La mañana del 11 de junio comenzaron a descender las rampas heladas del collado norte para abandonar la montaña. Cinco días más tarde se despedían del lama del Monasterio de Rongbuk.

## Tras la expedición
Los participantes en la expedición colocaron un montículo de piedras en honor a los desaparecidos de aquellas tres expediciones de 1921, 1922 y 1924. Mallory e Irvine se convirtieron en héroes nacionales. Uno de los patios del Magdalene College, donde Mallory había estudiado, recibió su nombre y en él se erigió un monolito en su honor. En la Universidad de Oxford, donde Irvine estudiaba, se erigió otro en el suyo. Se celebró una ceremonia funeraria en la Catedral de San Pablo de Londres, a la que acudió el rey Jorge V y otros dignatarios.
El Dalái lama no dio un nuevo permiso para otra expedición hasta 1933.

## ¿El primer ascenso al Everest?

### El relato de Noel Odell
Gran parte de las especulaciones sobre si Irvine y Mallory alcanzaron o no la cumbre se centran en la posición en que se encontraban cuando fueron vistos por Odell. Este anotó en su diario que vio a Mallory e Irvine justo bajo la arista nordeste cuando alcanzaban la base del segundo escalón y que vio como lo superaban (en unos 5 minutos). Tras ello les vio supuestamente "acercándose a la base de la pirámide final (sic)". El primer parte de expedición que redactó describía su posición de similar forma: "[en un] prominente escalón rocoso a muy poca distancia de la base de la pirámide final".
En un primer informe escrito el 5 de julio para The Times escribió que desde su posición veía la cima, la pirámide final y la arista desde la posición de los escaladores hasta la cima. Que vio un pequeño punto negro (uno de los escaladores) moviéndose sobre la nieve bajo el segundo escalón y otro segundo punto negro avanzando tras él. Por último, que vio al primer escalador alcanzar "la cresta de la arista" ("broke skyline"), pero que no podía asegurar que el segundo también lo hubiera hecho.
Las afirmaciones de Odell acerca del avistamiento de Irvine y Mallory fueron pronto puestas en discusión. Muchos pensaban (y aún hoy muchos) que con los materiales y las técnicas de escalada de aquella época no era posible superar el segundo escalón. La mayoría que, siendo escalable o no, lo que no era posible era hacerlo en los cinco minutos en que Odell vio a los escaladores superar un obstáculo similar, y que Odell seguramente vio a Irvine y Mallory ascendiendo el Primer Escalón, mucho más sencillo de superar. Tras la expedición, Odell se mostró en privado convencido de que habían alcanzado la cumbre. Sin embargo, bajo la presión del mundo de la escalada Odell varió su relato varias veces.
La narración de Odell sobre la situación meteorológica también varió. Al principio, afirmó que podía ver toda la arista y la cima. Más tarde, dijo que la bruma solo dejaba ver una parte de la arista.
Tras ver las fotografías hechas por la expedición de 1933, Odell de nuevo insistió en que había visto a los dos alpinistas superar el segundo escalón. Finalmente, en 1986 admitió que desde 1924 nunca había tenido claro en qué punto exacto de la arista había visto aquellos dos puntos negros.
Odell relató lo que vio en los campamentos V y VI. Entre los objetos que encontró estaban la brújula de Mallory, que se consideraba un elemento importante a la hora de escalar, y algunas bombonas de oxígeno y piezas del equipamiento necesario para utilizarlas. Esto parece indicar que hubo algún problema con dicho equipamiento, y que este problema pudo haber causado que partieran con retraso en su intento de cima.
Odell también encontró una lámpara eléctrica, que aún funcionaba cuando la expedición de Hugh Ruttledge la encontró nueve años más tarde.

### Las investigaciones posteriores
Harris y Wager, participantes en la mencionada expedición británica de 1933 encontraron el piolet de Irvine a unos 230 metros hacia el este del Primer Escalón y unos 20 metros bajo la arista. Es una zona poco peligrosa, donde es poco probable que Irvine sufriera una caída, pero que abandonara una herramienta imprescindible para la escalada es simplemente impensable.
Wang Hong, participante en el segundo ascenso de una expedición china al Everest, llevado a cabo en 1975, dijo después haber visto "un inglés muerto" a unos 8100 m. Esta noticia nunca fue hecha pública oficialmente, pero en 1986 se lanzó una expedición para buscar los restos de Irvine y Mallory basada en esta información. Tuvo que cancelarse prematuramente, debido al mal tiempo.
Una reciente teoría del investigador Tom Holzel sugiere que los dos escaladores en realidad se encontraban descendiendo tras renunciar a la cima y que ascendieron una pequeña elevación para tomar fotografías de la ruta que quedaba por recorrer, muy útiles para posteriores intentos.
En 1999 el investigador del Everest Jochen Hemmleb organizó una nueva expedición de búsqueda, liderada por Eric Simonson. Simonson había encontrado, durante su primer ascenso al Everest, en 1991, bombonas de oxígeno muy antiguas cerca del Primer Escalón. Una de ellas fue encontrada de nuevo en 1999 y se comprobó que fue usada por Irvine o Mallory en su intento de ascensión. Su ubicación allí podría sugerir que escalaron a una velocidad aproximada de 80 metros verticales por hora. Un ritmo muy bueno, que indicaría que los aparatos de oxígeno funcionaban correctamente. La expedición intentó también encontrar la posición en la que Odell se hallaba cuando avistó a Irvine y Mallory. El montañero Andy Politz comentó que, desde la que pensaban que era la más probable, era posible distinguir sin problemas los tres "escalones" con tiempo despejado.
El hallazgo más destacado de la expedición fue, sin duda, el cuerpo de Mallory a una altitud de 8159 m, en una zona conocida desde entonces como Mallory Basin, justo bajo una zona de la arista noroeste conocida como The Warts. El examen del cuerpo indicaba que no había sufrido una caída larga. Alrededor de su cintura era claramente visible la marca de la cuerda que le unía a Irvine durante la escalada, y que mostraba que aún estaban encordados cuando cayeron. Tenía la pierna derecha fracturada y una brecha en la frente del tamaño de una pelota de golf. La pierna izquierda se hallaba sobre la derecha, lo que se interpretó como un gesto de protección y que, por tanto, que estaba consciente después de la caída. Pero el doctor Elliot Schwamm, neurocirujano del Hospital General de Massachusetts, afirmó que era imposible que siguiera consciente tras la herida de la frente. No había ningún equipo de oxígeno cerca, lo que indica que ya habían agotado (y abandonado) aquellos con los que partieron. Tampoco tenía puestas sus gafas de sol, que se hallaban en su bolsillo, lo que parece indicar que descendía de noche. No llevaba consigo la fotografía de su mujer, Ruth, que él había prometido que dejaría en la cima, lo que podría interpretarse como una evidencia de que había llegado a la misma. Pero la única prueba determinante de que tal cosa ocurriera solo puede estar dentro de la cámara de fotos que portaban, si es que aún se conserva el carrete en suficiente buen estado como para revelarlo. Pero la cámara no fue encontrada entre la ropa de Mallory.
La teoría más generalizada es que no pudieron pasar del Segundo Escalón, regresaron por la arista noreste y a la altura de The Warts, en plena noche, cayeron juntos encordados. Posiblemente su cuerda se partió en la caída, pero mientras que Mallory quedó en la ladera, Irvine rodaría hasta caer en el glaciar, donde es imposible recuperar el cuerpo.

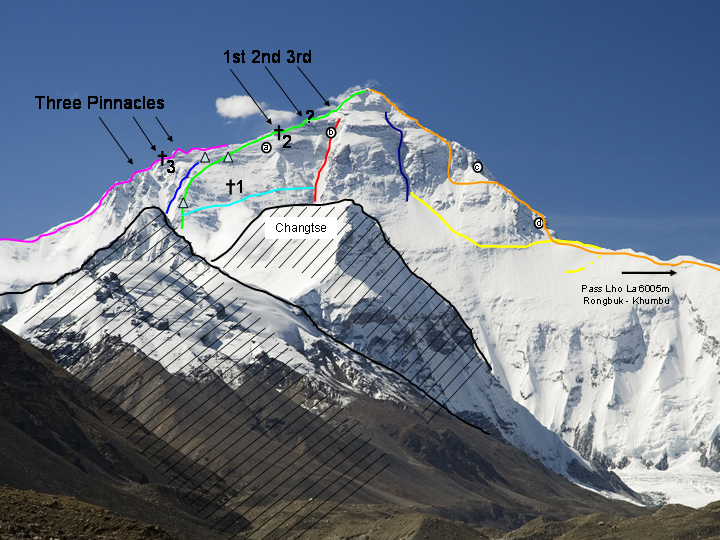
Cara Norte del Everest. Rutas y puntos destacados.

| Línea verde | Ruta principal de acceso desde el Norte, seguida por Mallory e Irvine, con campamentos de altura a 7700 y 8300 m. Actualmente el campamento a 8300 m. se sitúa en una posición más al oeste que entonces (2 triángulos). |
| Línea roja  | Gran Corredor o Corredor Norton. |
| †1          | Posición donde fue hallado el cuerpo de Mallory, a 8159 metros de altitud. |
| ?           | Segundo Escalón. Su base se encuentra a 8605m. Tiene unos 30 m de altura y una dificultad técnica estimada entre 5.9 y 5.10                                                                                              |
| a)          | Posición a 8325 m alcanzada por George Ingle Finch, con la ayuda de oxígeno artificial, en 1922. |
| b)          | Posición a 8572 m, a la derecha del corredor, alcanzada por Edward Felix Norton en 1924 sin oxígeno artificial. |

### ¿Un equipamiento inadecuado?
Un argumento contrario a la posibilidad de que Irvine y Mallory alcanzaran la cumbre del Everest es el de que su ropa y calzado eran inadecuados. Cuando se encontró el cuerpo de Mallory, en 1999, la expedición volvió al Reino Unido con el equipo que pudo recuperar del cadáver, incluyendo fragmentos de ropa. Esta fue estudiada por cuatro equipos de trabajo de las universidades de Southampton, Derby, Leeds y Lancaster. Tras casi tres años de intensivo análisis, los investigadores fueron capaces de recrear completamente la vestimenta de Mallory, hasta el menor detalle, como el tipo de puntada en los tejidos de lana. La ropa estaba compuesta de lana, seda y algodón y sorprendió por su ligereza, especialmente las botas, que fueron consideradas por el equipo de investigadores como "las más ligeras usadas nunca en el Everest".  
En 2006 Graham Hoyland, sobrino-nieto de Howard Somervell, ascendió hasta los 6400 metros vistiendo esta reproducción de la ropa que vestía Mallory. Sus conclusiones eran que, hasta esa altitud, había funcionado muy bien y que resultaba bastante confortable. Según Hoyland, eran "perfectamente adecuadas para un intento de cima".
En 2008 esta réplica fue enviada a la Universidad de Loughborough, donde el profesor George Havenith, experto en termorregulación humana, calculó su capacidad de aislamiento y protección contra el viento. Observó que la capacidad de aislamiento de las ropas de Mallory era solo levemente inferior a las bastante más pesadas que vestían tanto Amundsen como Scott en sus expediciones al Polo Sur en 1911, pero un 40% inferior al aislamiento que proporciona la ropa utilizada hoy en día. Concluyó que hubieran permitido a Mallory e Irvine alcanzar la cumbre con buen tiempo, incluso con temperaturas de -30°C, pero que no hubieran sobrevivido a un deterioro de las condiciones meteorológicas como el observado por Odell por la tarde.

### El Segundo Escalón
El relato de Odell a la vista de los conocimientos actuales hace pensar que el que Mallory e Irvine pudieran superar el Segundo Escalón es muy poco probable. Nunca se encontraron botellas de esa época en los alrededores. Su dificultad técnica lo hace imposible de escalar a la velocidad descrita por Odell. Solo el Primer y el Tercer Escalón pueden ser escalados con rapidez. Odell dijo haberles visto al pie de la pirámide de la cima, lo que descartaría que se tratara del Primer Escalón, pero tampoco parece probable que ambos se pusieran en marcha lo bastante pronto y al suficiente ritmo como para alcanzar el Tercer Escalón a las 12:50 del mediodía. Ambas dificultades se encuentran lo bastante alejadas como para que resulte difícil confundirlas. Una nueva posibilidad fue apuntada por Eric Shipton en 1933, cuando una pareja de pájaros fue confundida, en la distancia, con escaladores. Shipton especula con que lo mismo hubiera podido sucederle a Odell, y que los dos "puntos negros" que vio hubieran sido pájaros.
Volviendo a la dificultad técnica del segundo paso (hoy en día se asciende por escaleras fijas de aluminio) y a la posibilidad de que Mallory e Irvine lo superaran es destacable que no existe la seguridad de que haya sido superado en escalada libre hasta que lo hiciera Óscar Cadiach en 1985. Tras ello, Cadiach valoró su dificultad como V+. La mencionada expedición de Conrad Anker intentó repetirlo en 1999, pero no pudieron hacer un ascenso completo en libre al haber hecho un apoyo en la escalera que permite superar el tramo en un punto concreto en que esta bloqueaba el único apoyo posible. Anker valoró el tramo como de dificultad 5.10, por encima de la capacidad técnica que se le supone hoy en día a Mallory. En junio de 2007, Anker volvió como miembro de la Altitude Everest Expedition 2007 y logró superar el Segundo Escalón junto con Leo Houlding, tras ser retirada la escalera (reemplazada posteriormente). Houlding valoró en 5.9 su dificultad, más cerca de las posibilidades de Mallory. Theo Fritsche logró escalar el tramo en libre de nuevo en 2001 y lo clasificó como V+.

### ¿Una hora demasiado tardía?
Un argumento en contra de la posibilidad de que Irvine y Mallory alcanzaran la cima es el largo camino que la separa del campamento VI, desde el que se parte para alcanzarla. En condiciones normales, incluso hoy en día, no es posible alcanzar dicha cima antes del anochecer si se parte con las primeras luces del día. No fue hasta 1990 cuando Ed Viesturs lo consiguiera partiendo desde una distancia similar, con la diferencia de que Viesturs conocía la ruta, mientras que para Irvine y Mallory era completamente desconocida.
A todo esto hay que sumarle que la inexperiencia de Irvine muy probablemente hubiera llevado a Mallory a no asumir más riesgos de los estrictamente necesarios, como es el escalar a una hora tan tardía que obligue a regresar de noche.
Los escaladores que hoy en día toman una ruta hacia la cumbre similar a la que intentaron Mallory e Irvine salen a media noche desde una altura cercana a los 8300 metros. Esto les permite regresar en el mismo día y evitar los riesgos de descender de noche con las fuerzas ya muy mermadas, o de tener que hacer un aún más arriesgado vivac sin la protección de una tienda. 
Durante las escaladas nocturnas se utilizan lámparas frontales, una tecnología que no estaba disponible en 1924.